# 三菱・ディアマンテ
ディアマンテ（DIAMANTE）は、三菱自動車工業がかつて製造・販売していた高級乗用車である。

## 概要
開発当初は、日本国内向けハードトップ（ギャランΣハードトップの後継、5ナンバーサイズ）と日本国外用セダン（豪州マグナの後継、3ナンバーサイズ）の2種類を計画していたが、開発中に税制改正の時期等の情報をいち早く入手し、全車3ナンバーサイズのハードトップとして発売された（セダンは後にシグマとして登場）。これにより、競合他社（特に前年秋にアコードインスパイア/ビガーを発売したばかりのホンダ）を出し抜くことに成功した。
当時、上級小型車もしくはアッパーミドルクラスに属するセダンは、前出のホンダを除いて後輪駆動を採用するのが定番であったが、ディアマンテはギャランΣを踏襲したため前輪駆動となった。また、当時の高級セダンでは珍しく四輪駆動の設定があったことも特筆される。
ディアマンテの大ヒットに触発され、前輪駆動の3ナンバーサルーンは競合他社においてもトヨタ・ウィンダム、マツダ・クロノス、日産・セフィーロ、ホンダ・アスコットイノーバ等が追従した。

## 初代（1990年-1997年）F10/F20/F07W(K45)系
1989年の第28回東京モーターショーに参考出品され、翌1990年5月にギャランΣ/エテルナΣハードトップの実質的な後継車として発売された。発売当初のキャッチコピーは「あのクルマとは違う。ファースト・ミディアムカー宣言」「やわらかな、深度。」、マイナーチェンジ後は「ミディアムカーのシナリオはディアマンテがつくる。」「面白くなってきた。」。
当時のBMW風な逆スラント型ノーズを持つスポーティなエクステリアに、マルチビジョンや三菱インテリジェントコックピットシステム、電子制御サスペンションに4WS等のハイテク装備を多数採用している。また、排気量2.0Lから4.0Lまでの自動車税の見直しに合わせ、税区分に合致する3種類のV型6気筒エンジン（3.0L、2.5L、2.0L）を投入し、比較的低い価格帯で前輪駆動と四輪駆動から選べた選択肢の広さもあり、ユーザーの好評を得て1990年-1991年日本カー・オブ・ザ・イヤーも獲得した。
1993年3月にはマグナワゴンの後継となるディアマンテワゴンが追加発売された。マグナワゴンに引き続き、豪州アデレードのオーストラリア三菱で現地生産される輸入車であり、本来の型式はF07Wであるが、車検証上の型式はK45となる。エンジンはハードトップと異なり、マグナワゴンの上級仕様であるベラーダと同じV6・3.0LのSOHC（エンジン型式は6G72。車検証上の型式はY7）を搭載する。また、リアサスペンションはカーゴスペースへの張り出しと荷重を考慮し、5リンク式を採用した。豪州生産ゆえに特殊部品も少なくなく、例えばルーフレールを固定するボルトはSSTを購入しないと外れない。欧州圏では「シグマコンビ」の名称で販売された。
GTOおよび3代目デボネアは本車がベースとなっている。

### 年表
1990年5月
発売。
1990年8月
「30V 4WD」発売。
1990年9月
「30R-S」発売。
1990年11月
特装車「速度感応式スポイラー付」発売。
1991年6月
特別限定車「COTY受賞記念車」発売。
1991年10月
マイナーチェンジ。「25V-SE 4WD」を追加し「30V」を廃止。「30R-SE」「30R-S」にSRSエアバッグ採用。全車ハイマウントストップランプ標準化。
1992年1月
特別限定車「25V LIMITED」発売。
1992年3月
特別限定車「25E-SE」発売。
1992年10月
マイナーチェンジ。フロントバンパーのデザイン、フォグランプ（プロジェクタータイプ）、リヤコンビランプのデザイン変更。エアコンの代替フロン化、2.0LエンジンをSOHC24バルブ、145馬力の6A12型に置き換え、ATのファジィ制御化などが主な変更点。「25V-S」、「25E 4WD」を追加。
1993年1月
特別仕様車「25V-S LIMITED」発売。
1993年3月
ディアマンテワゴンを追加。ボディカラーはアスペングリーンとストラトグレーの2色。
1993年5月
ハードトップの特別限定車「25E LIMITED」発売。
1993年11月
ハードトップをマイナーチェンジ。フロントのボディカラー同色グリル、マルチリフレクターのヘッドランプを変更。廉価グレードのEシリーズをベースに「エスパーダ」シリーズを発売。コストダウンのための設計変更という意味合いが大きく、パトカー用を除きMT車の設定が廃止された他、装備品や内装を中心とした見直しが行われる。
1994年11月
ワゴンをマイナーチェンジ。本革シートやAVシステム、サンルーフなどを省いて価格を約90万円引き下げた「30V」を追加した。従来のベースグレードは「30R-SE」とグレード名を変え、運転席SRSエアバッグとABSが追加された。
1995年1月
ハードトップが2代目へフルモデルチェンジして生産終了するが、ワゴンは初代の販売を継続。
1995年8月
ワゴンをマイナーチェンジ。ボディカラーのアスペングリーンが濃色系であるインカグリーンに変更され、マルチパラボラ型ヘッドランプや新デザインのリヤガーニッシュなどを新たに採用した。
1997年10月
ワゴンが2代目へフルモデルチェンジして生産終了。

### 基本グレード
ハードトップ
| グレード | 製造年                | エンジン型式 | エンジン             | 排気量  | 最大出力       | 最大トルク         | 変速機 | 駆動方式 | 燃費     | 価格        |
| -------- | --------------------- | ------------ | -------------------- | ------- | -------------- | ------------------ | ------ | -------- | -------- | ----------- |
| 20E      | 1990年5月-1992年9月   | 6G71         | V型6気筒SOHC12バルブ | 1,998cc | 125ps/5,500rpm | 17.5kg・m/3,500rpm | 5MT    | FF       | 10.4km/l | 1,998,000円 |
| 20E      | 1990年5月-1992年9月   | 6G71         | V型6気筒SOHC12バルブ | 1,998cc | 125ps/5,500rpm | 17.5kg・m/3,500rpm | 4AT    | FF       | 9.3km/l  | 2,095,000円 |
| 20E      | 1992年10月-1994年12月 | 6A12         | V型6気筒SOHC24バルブ | 1,998cc | 145ps/6,000rpm | 18.5kg・m/4,500rpm | 5MT    | FF       | 12.0km/l | 2,182,000円 |
| 20E      | 1992年10月-1994年12月 | 6A12         | V型6気筒SOHC24バルブ | 1,998cc | 145ps/6,000rpm | 18.5kg・m/4,500rpm | 4AT    | FF       | 10.4km/l | 2,279,000円 |
| 25E      | 1990年5月-1994年12月  | 6G73         | V型6気筒DOHC24バルブ | 2,497cc | 175ps/6,000rpm | 22.6kg・m/4,500rpm | 5MT    | FF       | 9.8km/l  | 2,355,000円 |
| 25E      | 1990年5月-1994年12月  | 6G73         | V型6気筒DOHC24バルブ | 2,497cc | 175ps/6,000rpm | 22.6kg・m/4,500rpm | 4AT    | FF       | 9.7km/l  | 2,452,000円 |
| 25V      | 1990年5月-1994年12月  | 6G73         | V型6気筒DOHC24バルブ | 2,497cc | 175ps/6,000rpm | 22.6kg・m/4,500rpm | 4AT    | FF       | 9.7km/l  | 2,758,000円 |
| 25V      | 1990年5月-1994年12月  | 6G73         | V型6気筒DOHC24バルブ | 2,497cc | 175ps/6,000rpm | 22.6kg・m/4,500rpm | 4AT    | 4WD      | 8.8km/l  | 2,981,000円 |
| 25V-SE   | 1990年5月-1994年12月  | 6G73         | V型6気筒DOHC24バルブ | 2,497cc | 175ps/6,000rpm | 22.6kg・m/4,500rpm | 4AT    | FF       | 9.2km/l  | 3,050,000円 |
| 30R      | 1990年5月-1994年12月  | 6G72         | V型6気筒DOHC24バルブ | 2,972cc | 210ps/6,000rpm | 27.5kg・m/3,000rpm | 4AT    | FF       | 8.8km/l  | 3,206,000円 |
| 30R      | 1990年5月-1994年12月  | 6G72         | V型6気筒DOHC24バルブ | 2,972cc | 210ps/6,000rpm | 27.5kg・m/3,000rpm | 4AT    | 4WD      | 8.4km/l  | 3,611,000円 |
| 30R-SE   | 1990年5月-1994年12月  | 6G72         | V型6気筒DOHC24バルブ | 2,972cc | 210ps/6,000rpm | 27.5kg・m/3,000rpm | 4AT    | FF       | 8.8km/l  | 3,914,000円 |
| 30R-SE   | 1990年5月-1994年12月  | 6G72         | V型6気筒DOHC24バルブ | 2,972cc | 210ps/6,000rpm | 27.5kg・m/3,000rpm | 4AT    | 4WD      | 8.4km/l  | 4,319,000円 |

ワゴン
| グレード       | 製造年                | エンジン型式 | エンジン             | 排気量  | 最大出力       | 最大トルク         | 変速機 | 駆動方式 | 燃費   | 価格        |
| -------------- | --------------------- | ------------ | -------------------- | ------- | -------------- | ------------------ | ------ | -------- | ------ | ----------- |
| ベースグレード | 1993年03月-1994年10月 | 6G72         | V型6気筒SOHC12バルブ | 2,972cc | 165ps/5,400rpm | 25.6kg・m/3,200rpm | 4AT    | FF       | ??km/l | 3,450,000円 |
| 30V            | 1994年11月-1997年10月 | 6G72         | V型6気筒SOHC12バルブ | 2,972cc | 165ps/5,400rpm | 25.6kg・m/3,200rpm | 4AT    | FF       | ??km/l | 2,490,000円 |
| 30R-SE         | 1994年11月-1997年10月 | 6G72         | V型6気筒SOHC12バルブ | 2,972cc | 165ps/5,400rpm | 25.6kg・m/3,200rpm | 4AT    | FF       | ??km/l | 3,380,000円 |

## 2代目（1995年-2005年）F30/F40系
1995年1月にモデルチェンジ。三菱自動車工業のサイト内などでは、先代と区別するためにしばしば「ニューディアマンテ」と表現されている。キャッチコピーは「THE FIRST RUN」。
イメージ的には初代のキープコンセプトだが、フロントノーズが逆スラントからやや垂直になりテールランプもL型になった。また、Cd値0.28を実現しながら、ゆとりある居住空間を確保していた。駆動方式は初代同様に前輪駆動と四輪駆動を設定。衝突安全ボディ「RISE」を採用し安全性を高めた。
MIVEC機構を搭載した270psの6G72エンジンを積んだ30M/30M-SE、DOHC24バルブ230ps・6G72型を搭載する30R/30R-SE。2.5LはDOHC24バルブ200ps・6G73型の25V/25V-SE。省燃費MVV仕様SOHC24バルブ175ps・6G73型レギュラーガソリン仕様の25S/25Eの、あわせて2種類4タイプのエンジンがラインナップされていた。なお、初代にあった2.0Lエンジン仕様は廃止された。
ハイテク装備と安全装備はより洗練され、GPSカーナビゲーションには音声ガイドが付き、連動レーザーレーダークルーズコントロール(カタログではプレビューディスタンスコントロールの名称)、ハイコントラストメーター、マニュアルモード付き5速ATなどが導入され、バブル崩壊後に登場した車種の中では充実度が高かった。
ワゴンはハードトップからやや遅れて1997年10月（オーストラリアのみ同年4月）にモデルチェンジされた。当初はベースモデルともいえる「ES」とナルディ製ステアリング＆シフトノブ、本革シート、ハイコントラストメーターなどを追加した「LS」の2グレード体制であった。エンジンは初代のワゴンと同じV6・3000のSOHCエンジンでリアサスペンションも5リンク式であったが、オートマチックは4速からマニュアルモード付きの5速に変更されている。

### 年表
1995年1月
フルモデルチェンジして販売開始。
1995年6月
特別仕様車「ナビゲーションスペシャル」を設定。CDオーディオに加え、ナビゲーションシステムを装着した、2.5L V6DOHC搭載「25V」（5速AT）ベースの特別仕様車。
1995年10月
特別仕様車「25X」「30Mデポルテ」を設定。
1996年1月
一部改良。全車にデュアルエアバッグとシートベルトプリテンショナーを標準化。メイングレードにはABSも装備。
1996年9月
2.5LのV6エンジン搭載のお買い得な特別仕様車「エスパーダ」を追加。
1997年8月
マイナーチェンジ。1次改良型と呼ばれる。3.0LのGDIのみとなる。外装の変更点は下部ダクト付フロントバンパー、インナーメッシュのボディ同色アウターグリル、分割式テールランプ。
この時シグマパトカーの後継としてパトカー仕様が設定される。台数は少なく埼玉県警・静岡県警・長崎県警などでしか配備されておらず製造期間も2年弱と短く、欠陥隠しもあったために通常よりも早く姿を消した。耐久性を考慮してこのモデルにはGDIエンジンは搭載されていない。
1997年10月
ワゴンをフルモデルチェンジ（オーストラリアは4月）。ボディ色はローランベージュIIPとグリーンストーンMの2種を設定。
ハードトップにラグジュアリーな装備を充実した「Fair Way（フェアウェイ）セレクション」シリーズを追加。
1999年9月
マイナーチェンジ。2次改良型と呼ばれる。GDIエンジンで2.5Lが復活（但しDOHC・MPI時代は5速だったATは4速となる）。同時にリアビューの意匠の変更によりテールランプの形状がL字型から縦型に変更。　
2000年8月
一部改良。サイドエアバッグとフォグランプを全車に標準化。フッ素樹脂クリア塗装に代えて、セラミッククリア塗装をオプション設定した。上級グレードには親水鏡面ドアミラー、トランクリッドオープン機能付きキーレスエントリーも装着した。
2000年11月
ワゴンがESのみのモノグレードとなり、LSは廃止。ボディカラーもグリーンストーンのみとなった。
2001年
日本国外仕様のみマイナーチェンジ。フロントグリルの形状が変更された。
2001年10月
ワゴンが販売終了。
2002年10月
マイナーチェンジ。3次改良型と呼ばれる。自動車排出ガス規制が強化された影響で、3L/2.5L GDIエンジンから旧型の6A13型2.5L SOHCエンジンに4速ATを組み合わせたFF車のみの設定となり、廉価版の「エスパーダ」と上級志向の「25V-SE」の2グレードに整理。ナルディ製ウッドコンビステアリングホイール&シフトノブが標準装備され、外装面ではヘッドランプインナーとグリルがクロームメッキ化される等リファインされるものの、売りであったハイテク装備の殆どは消滅というコストダウンが見受けられる。
2003年
日本国外仕様のみマイナーチェンジ。ブーレイ顔が採用された。
2004年11月
マイナーチェンジ。4次改良型、あるいは最終型と呼ばれる。内装色のグレー/ライトグレーを廃止し、ブラウン/ベージュもブラック/ベージュに変更。エアコン操作パネルがランサー等と共通のダイヤル式へ変更され、その位置もオーディオスペースの上から下となる。またリコール隠し等によりナルディ製のステアリングホイール&シフトノブが使えなくなったため、三菱内製品(ステアリングは初代プラウディア・ディグニティ用と同一品)へ変更。エスパーダは「25V」に改名。
2005年11月
生産終了。在庫分のみの対応となる。
2005年12月13日
販売終了。日本国内向けは6代目ランサーに、海外向けは9代目ギャランに統合された。

### 基本グレード
ハードトップ
| グレード | 製造年                                      | エンジン型式 | エンジン             | 排気量  | 最大出力       | 最大トルク         | 変速機 | 駆動方式 | 燃費     | 価格        |
| -------- | ------------------------------------------- | ------------ | -------------------- | ------- | -------------- | ------------------ | ------ | -------- | -------- | ----------- |
| 25E      | 1995年01月-1997年8月                        | 6G73         | V型6気筒SOHC24バルブ | 2,497cc | 175ps/5,500rpm | 23.0kg・m/4,500rpm | 4AT    | FF       | 11.2km/l | 2,294,000円 |
| 25VtypeS | 1995年01月-1996年01月                       | 6G73         | V型6気筒DOHC24バルブ | 2,497cc | 200ps/6,000rpm | 24.5kg・m/5,000rpm | 5AT    | FF       | 9.8km/l  | 2,526,000円 |
| 25V      | 1995年01月-1997年8月、2004年11月-2005年12月 | 6G73         | V型6気筒DOHC24バルブ | 2,497cc | 200ps/6,000rpm | 24.5kg・m/5,000rpm | 5AT    | FF       | 9.8km/l  | 2,646,000円 |
| 25S      | 1995年01月-1997年8月                        | 6G73         | V型6気筒SOHC24バルブ | 2,497cc | 175ps/5,500rpm | 23.0kg・m/4,500rpm | 4AT    | FF       | 11.2km/l | 2,546,000円 |
| 25S      | 1995年01月-1997年8月                        | 6G73         | V型6気筒SOHC24バルブ | 2,497cc | 175ps/5,500rpm | 23.0kg・m/4,500rpm | 4AT    | 4WD      | 10.0km/l | 2,846,000円 |
| 25V-SE   | 1995年01月-1997年8月、1999年9月-2005年12月  | 6G73         | V型6気筒DOHC24バルブ | 2,497cc | 200ps/6,000rpm | 24.5kg・m/5,000rpm | 5AT    | FF       | 9.8km/l  | 2,998,000円 |
| 25V-SE   | 1995年01月-1997年8月、1999年9月-2002年10月  | 6G73         | V型6気筒DOHC24バルブ | 2,497cc | 200ps/6,000rpm | 24.5kg・m/5,000rpm | 5AT    | 4WD      | 8.9km/l  | 3,248,000円 |
| 30M      | 1995年01月-1997年8月                        | 6G72(MIVEC)  | V型6気筒DOHC24バルブ | 2,972cc | 270ps/7,000rpm | 30.7kg・m/4,500rpm | 5AT    | FF       | 9.2km/l  | 3,178,000円 |
| 30R      | 1995年01月-1997年8月、1999年9月-2002年10月  | 6G72         | V型6気筒DOHC24バルブ | 2,972cc | 230ps/6,000rpm | 29.2kg・m/5,000rpm | 5AT    | FF       | 9.4km/l  | 3,298,000円 |
| 30R      | 1995年01月-1997年8月、1999年9月-2002年10月  | 6G72         | V型6気筒DOHC24バルブ | 2,972cc | 230ps/6,000rpm | 29.2kg・m/5,000rpm | 5AT    | 4WD      | 8.5km/l  | 3,578,000円 |
| 30M-SE   | 1995年01月-1997年8月                        | 6G72(MIVEC)  | V型6気筒DOHC24バルブ | 2,972cc | 270ps/7,000rpm | 30.7kg・m/4,500rpm | 5AT    | FF       | 9.2km/l  | 3,862,000円 |
| 30R-SE   | 1995年01月-1997年8月、1999年9月-2002年10月  | 6G72         | V型6気筒DOHC24バルブ | 2,972cc | 230ps/6,000rpm | 29.2kg・m/5,000rpm | 5AT    | FF       | 9.4km/l  | 3,868,000円 |
| 30R-SE   | 1995年01月-1997年8月、1999年9月-2002年10月  | 6G72         | V型6気筒DOHC24バルブ | 2,972cc | 230ps/6,000rpm | 29.2kg・m/5,000rpm | 5AT    | 4WD      | 8.5km/l  | 4,408,000円 |

ワゴン
| グレード | 製造年                | エンジン型式 | エンジン             | 排気量  | 最大出力       | 最大トルク         | 変速機 | 駆動方式 | 燃費    | 価格        |
| -------- | --------------------- | ------------ | -------------------- | ------- | -------------- | ------------------ | ------ | -------- | ------- | ----------- |
| ES       | 1997年10月-2001年10月 | 6G72         | V型6気筒SOHC24バルブ | 2,972cc | 200ps/5,500rpm | 28.0kg・m/4,500rpm | 5AT    | FF       | 8.6km/l | 2,625,000円 |
| LS       | 1997年10月-2000年11月 | 6G72         | V型6気筒SOHC24バルブ | 2,972cc | 200ps/5,500rpm | 28.0kg・m/4,500rpm | 5AT    | FF       | 8.6km/l | 3,248,000円 |

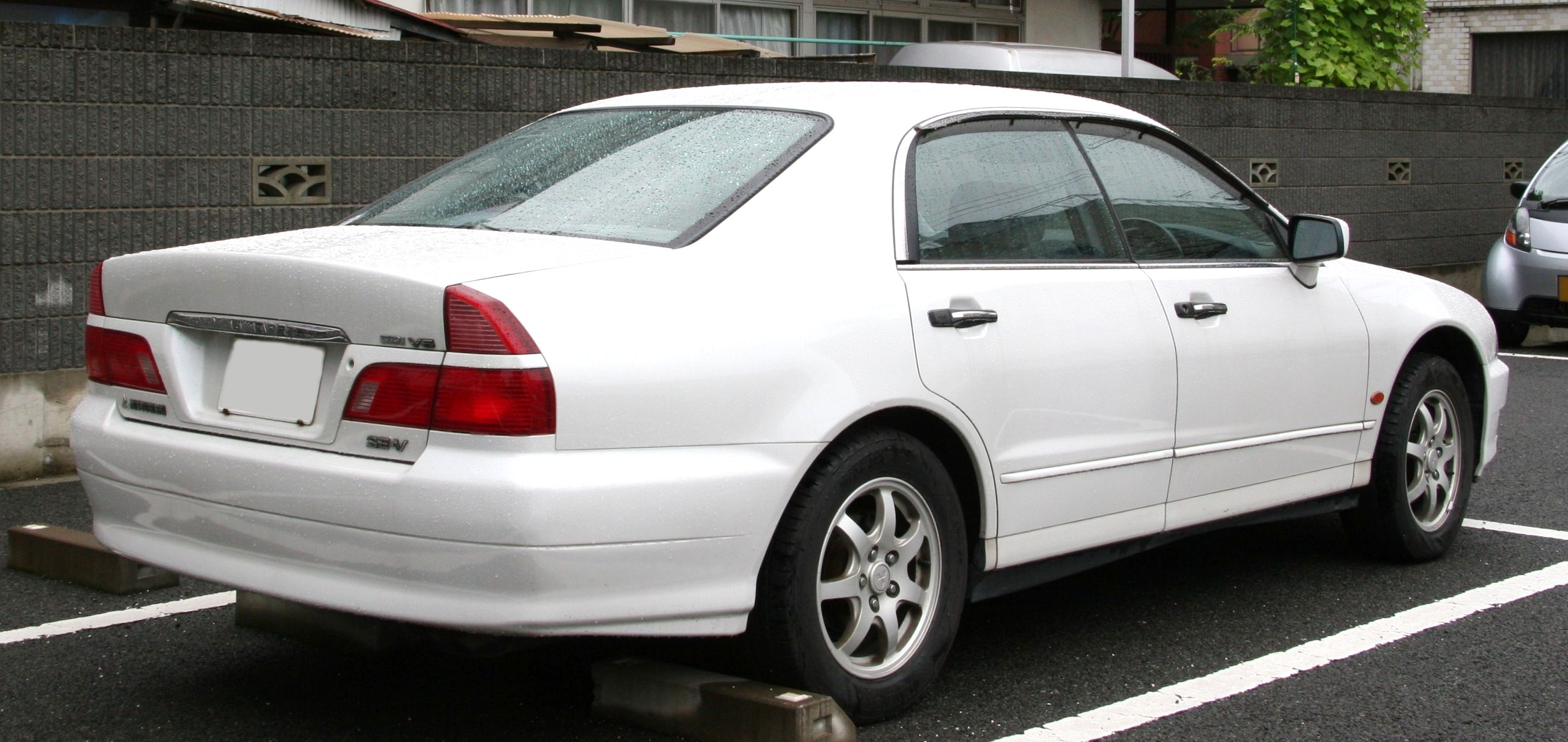
1997年改良型 SE-V リア
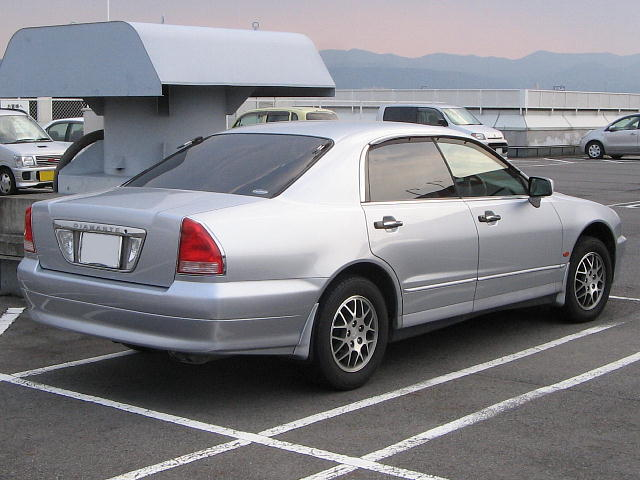
2002年改良型 25V-SE リア

## 車名の由来
ダイヤモンドを意味するスペイン語。三菱グループの社章・スリーダイヤに由来する。